# Rue du Helder
La rue du Helder est une rue du 9e arrondissement de Paris.

## Situation et accès
Située dans le quartier de la Chaussée-d'Antin, elle commence au 36, boulevard des Italiens, appelé « boulevard de Gand » au XIXe siècle, et se termine au 13, boulevard Haussmann. 

## Origine du nom

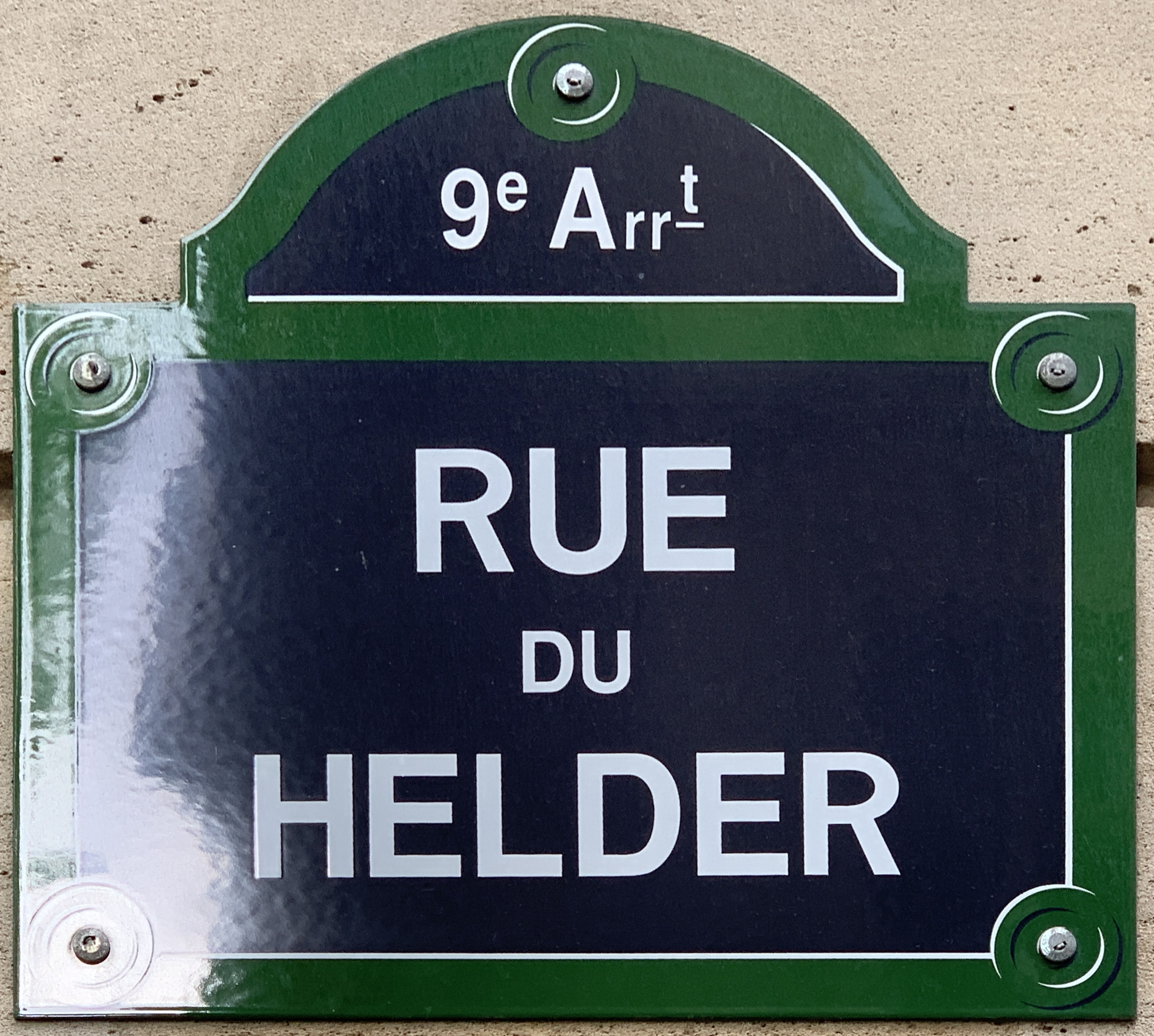
Plaque de la rue.

L'origine du nom de la rue vient de la bataille du fort du Helder, que l'armée anglaise avait tenté d'enlever aux Français le 26 août 1799. Le Helder est un port des Pays-Bas, situé en Hollande-Septentrionale en face de l'île de Texel.

## Historique
Elle a été ouverte en 1775, absorbant une partie de la rue Taitbout sur laquelle elle se terminait, portant le nom de cul-de-sac Taitbout. Elle fut prolongée, en 1799,  jusqu'au boulevard des Italiens. La place Adrien-Oudin faisait partie de cette rue avant 1935.

## Bâtiments remarquables et lieux de mémoire
- No 3 : l'acteur Harry Baur y a habité et y est décédé le 8 avril 1943[3].
- No 15 : Jean-Jacques-Marie Huvé (né en 1783), architecte de l'église de la Madeleine y est mort le  23 novembre 1852[4].

### En littérature
Au XIXe siècle, la rue du Helder était l'endroit où s'installaient les riches parvenus de Chaussée d'Antin en opposition au faubourg Saint-Germain de l'aristocratie. Honoré de Balzac  se fait l'écho de ces hautes luttes de pouvoir. 
- Dans Le Père Goriot notamment, Anastasie de Restaud habite rue du Helder :

« Rastignac se précipita dans l'escalier, et partit pour aller rue du Helder chez madame de Restaud. Pendant le chemin, son imagination, frappée de l'horrible spectacle dont il avait été témoin, échauffa son indignation. Quand il arriva dans l'antichambre et qu'il demanda madame de Restaud, on lui répondit qu'elle n'était pas visible. »

- Dans Le Comte de Monte-Cristo d'Alexandre Dumas, Albert de Morcerf et sa famille habitent au numéro 27 de la rue du Helder : « Mais aussi, dit Albert, ce sont les fous et les niais comme nous qui voyagent, les gens sensés ne quittent pas leur hôtel de la rue du Helder[6] ! »
- Dans Ce que l’on voit tous les jours d'Alexandre Dumas fils, nous découvrons le personnage principal (qui a douze ou quinze mille livres de rentes) trompant son ennui rue du Helder : « Il avait peut-être été cinq ou six fois ainsi de la rue du Helder à la rue Grange-Batelière et de la rue Grange-Batelière à la rue du Helder, quand il s’arrêta de nouveau, et regarda l’heure à sa montre[7]. »